# البحرين في الألعاب البارالمبية الصيفية 1988
تنافس البحرين في دورة الألعاب البارالمبية الصيفية 1988 في سيئول بكوريا الجنوبية. حقق رياضيو البحرين الأحد عشر ثلاث ميداليات وهي ذهبية واحدة وفضية واحدة وبرونزية واحدة محتلا المركز السابع والثلاثين في جدول الميداليات.